# دوبشین
دوبشین (به چکی: Dobšín) یک منطقهٔ مسکونی در جمهوری چک است که در ناحیه ملادا بولسلاو واقع شده‌است.